# Bouc émissaire
Pour les articles homonymes, voir Bouc émissaire (homonymie).
Pour la cérémonie d'expiation au moyen d'un bouc, voir bouc à Azazel.

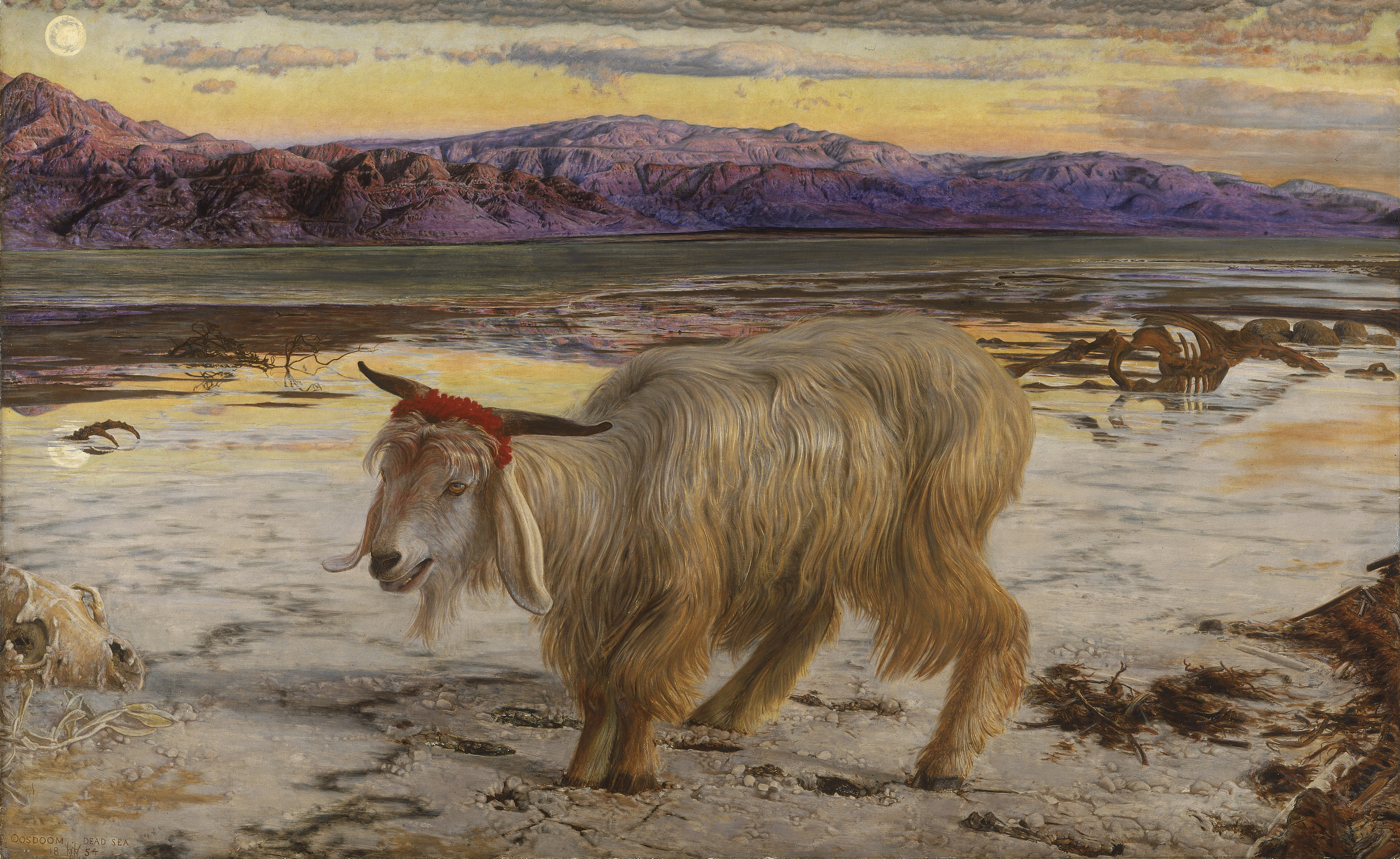
The Scapegoat (Le Bouc émissaire), tableau de William Holman Hunt, 1854-1856

Un bouc émissaire est un individu, un groupe, une organisation, etc., choisi pour endosser une responsabilité ou expier une faute pour laquelle il est, totalement ou partiellement, innocent. En arabe, le bouc émissaire se dit "le bélier de la rançon (كبش الفداء)". Le phénomène du bouc émissaire peut émaner de motivations multiples, délibérées (telles que l'évasion de responsabilité) ou inconscientes (telles que des mécanismes de défense internes). Par ailleurs, le processus peut se mettre en place entre deux personnes (par ex., un employé et son subalterne), entre des membres d'une même famille (par ex., un enfant pris pour bouc émissaire), entre les membres d'une organisation (par ex., les responsables d'une entreprise) ou à l'intérieur de tout autre groupe constitué. Outre cet aspect intra-groupal, le phénomène peut également être inter-groupal et s'observer alors entre des groupes différents (au sein d'un pays ou d'une société).
Il existe différents critères guidant la sélection d'une personne ou d'un groupe particulier comme bouc émissaire, tels que la différence perçue de la victime, l'antipathie qu'elle suscite ou le degré de pouvoir social qu'elle possède. Selon les cas de figure et les motivations des agresseurs, les conséquences pour la victime et les réactions possibles des protagonistes peuvent varier. De même, les possibilités d'intervention face au phénomène sont multiples, pouvant avoir lieu à la fois au niveau individuel, groupal ou procédural.

## Origines de l'expression

### Référents culturels

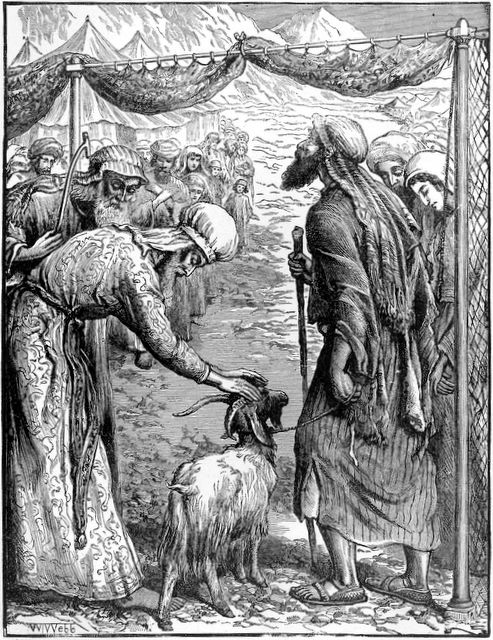
L’envoi du bouc émissaire, gravure de William James Webb.

Une des origines de ce concept peut être trouvée dans la Grèce antique où le pharmakos (en grec ancien : φαρμακός, celui qu'on immole en expiation des fautes d'un autre) désigne la victime expiatoire dans un rite de purification largement utilisé dans les sociétés primitives. Le mot a fini par prendre en grec, à l'époque classique, la signification de malfaiteur. Afin de combattre une calamité ou de chasser une force menaçante, une personne (parfois revêtue de vêtements sacrés) ou un animal était choisi et traîné hors de la cité, où il était mis à mort ou abandonné à lui-même. Cette victime sacrificielle, innocente en elle-même, était censée, comme le bouc émissaire hébreu, se charger de tous les maux de la cité. Le philosophe français René Girard en a fait l'un des fondements de sa théorie du bouc émissaire dans La violence et le sacré.
L'expression « bouc émissaire » provient de la traduction grecque de « bouc pour Azazel », un bouc portant sur lui tous les péchés d'Israël qui apparaît dans un passage du Lévitique (16-21), texte datant vraisemblablement du Ve siècle av. J.-C.. Il décrit un rituel « d'élimination » qui connaît des précédents bien attestés par exemple chez les Hittites et les Hourrites du Kizzuwatna, au IIe millénaire av. J.-C..
Le passage du Lévitique présente une série de rituels de purification, concernant tant le sanctuaire que la communauté, que Yahweh prescrit à Moïse afin que Aaron, symbolisant le grand-prêtre, les exécute : deux boucs sont tirés au sort, un « bouc pour Yahweh » consacré par sacrifice pour purifier le Temple, et un « bouc pour Azazel » qui est chargé des péchés du peuple par l'imposition des mains de Aaron ; ce bouc est ensuite conduit « vers Azazel » et abandonné dans le désert en un rituel de séparation grâce auquel le peuple est lavé de ses fautes. À la période du Second Temple, le rituel non sacrificiel consiste à jeter un bouc dans un ravin à l'extérieur de Jérusalem.
L'identité ou la nature de cet Azazel est peu claire et reste débattue. Si l'interprétation talmudique explique plutôt que le nom désigne le précipice ou la montagne d'où le bouc est jeté, dans la littérature biblique plus tardive, c'est un démon identifié à l'un des chefs des anges déchus. Les auteurs de la Septante optent quant à eux pour l'euphémisation « ez ozel » (« bouc en partance ») qu'ils traduisent en grec par ἀποπομπαῖος τράγος / apopompaîos trágos qui sera rendue dans la Vulgate en latin par caper emissarius, traduite en français par « bouc émissaire » et en anglais par « scapegoat » (étymologiquement « bouc qui s'est échappé »).

### Entrée dans la langue française
L'expression française « bouc émissaire » est mentionnée dans le dictionnaire de Furetière (1690), avec une définition liée aux Écritures. Par la suite, on l'a utilisée pour désigner une personne sur laquelle on fait retomber les fautes des autres. Ce sens est déjà attesté au XVIIIe siècle. Georges Clemenceau le reprendra plus tard à propos de l'affaire Dreyfus :
« Tel est le rôle historique de l'affaire Dreyfus. Sur ce bouc émissaire du judaïsme, tous les crimes anciens se trouvent représentativement accumulés. »
— Georges Clemenceau, cité par le Thésaurus de la langue française

## Modèles explicatifs

### Anthropologie mimétique: René Girard
Chez les anthropologues contemporains, le concept de « bouc émissaire » désigne l'ensemble des rites d'expiation utilisés par une communauté. Le premier à avoir utilisé ce concept est James George Frazer dans Le Bouc émissaire, étude comparée d'histoire des religions.
L'ouvrage Le Bouc émissaire de René Girard (1982) montre à l'œuvre ce phénomène qu'il nomme le « triangle mimétique » : formé de trois pôles qui sont les individus A, B et le bien supposé, le triangle mimétique décrit ce jeu symbolique et la relation réelle entre A et B, dans laquelle B :
- dispose d'un bien,
- semble disposer d’un bien,
- ou pourrait disposer d’un bien,

dont A pense soit :
- qu'il en est lui-même dépourvu,
- que sa propre jouissance du même bien est menacée par le seul fait que B en dispose (ou puisse en disposer).

Le « bien » est appelé par René Girard « objet » et il n’est pas nécessairement matériel.
Ce triangle mimétique semble motivé par la nécessité d’avoir à défaut de pouvoir être. Ne pouvant être l’autre directement, l’individu A pense que ce qui caractérise l’autre (B) et qui justifie encore la différence entre lui (A) et son modèle (B), est un avoir (l’objet ou le bien). Le problème réside dans l’imitation réciproque au désir de l’objet. Plus A va désirer l’objet, plus B (s’il rentre dans le mécanisme du désir mimétique) va faire de même. Et plus A et B vont (par rapport à leur désir) se ressembler.
Schématiquement, plus la tension vers l’objet est forte, plus l’indifférenciation entre A et B est importante. Pour Girard, c’est cette indifférenciation des individus qui est porteuse de violence (au travers de la tension vers un même objet). Finalement, cette rivalité mimétique ainsi engendrée va être créatrice de conflit et de violence. Dans un autre ouvrage, il note : « Fixer son attention admirative sur un modèle, c'est déjà lui reconnaître ou lui accorder un prestige que l'on ne possède pas, ce qui revient à constater sa propre insuffisance d'être ». Girard note aussi que « le sujet méconnaîtra toujours cette antériorité du modèle, car ce serait du même coup dévoiler son insuffisance, son infériorité, le fait que son désir est, non pas spontané mais imité. Il aura beau jeu ensuite de dénoncer la présence de l'Autre, médiateur de son désir, comme relevant de la seule envie de ce dernier ».
Le phénomène du bouc émissaire, collectif, est la réponse inconsciente (René Girard utilise le terme « méconnaissance ») d’une communauté à la violence endémique que ses propres membres ont provoquée au travers des rivalités mimétiques dues au triangle mimétique.
Le phénomène du bouc émissaire est une conséquence du « tous contre un ». Il a pour fonction d’exclure la violence interne (endémique) à la société vers l’extérieur de cette société. Pour que ce phénomène soit effectif, il faut :
- que la mise en œuvre du rituel du bouc émissaire reste cachée,
- que la violence résultant de cet acte n’entraîne pas une escalade de violence, d’où la nécessité de concevoir des « types » de victimes (elles ne sont pas choisies au hasard). C’est le principe de moindre violence ;
- que les individus soient persuadés de la culpabilité du bouc émissaire,
- et (dans une moindre mesure) que les victimes soient persuadées d’être coupables.

Ce mécanisme régulateur de la violence est temporaire. En effet, la violence endémique produite par le désir mimétique ou mimèsis se fait, tôt ou tard, ressentir. L’on a recours alors à un nouveau bouc émissaire.
En résumé, pour René Girard, le bouc émissaire est le mécanisme collectif permettant à une communauté archaïque de survivre à la violence provoquée par le désir mimétique individuel de ses membres (même si la détermination des désirs est, pour une très large part, collective). Le bouc émissaire désigne également l’individu, nécessairement coupable pour ses accusateurs, mais innocent du point de vue de la « vérité », par lequel le groupe, en s’unissant uniformément contre lui, va retrouver une paix éphémère.
Le meurtre fondateur engendre le religieux archaïque, les rites (répétitions de la crise mimétique) et les mythes (récits, déformés par les persécuteurs, du meurtre fondateur).
L'innocence du bouc émissaire, que nous connaissons bien aujourd'hui, est révélée par les textes bibliques et tout particulièrement par la Crucifixion ; Jésus est d'ailleurs parfois appelé « l'Agneau de Dieu » en référence au bouc émissaire. C'est bien la foule, et à travers elle, toute l'humanité, qui rejette ses fautes, culpabilités et péchés sur Jésus. Il est devenu impensable aujourd'hui de se représenter un ordre social antérieur à la révélation évangélique. Avec l'avancée de la révélation évangélique et l'évangélisation du monde au sens fort du terme (en plus du sens exclusivement religieux), le monde, privé de sa solution préférée, le mécanisme émissaire, devient de plus en plus violent, quoique les formes de civilisations ne cessent d'évoluer pour contenir, dans les deux sens du terme, cette violence dite « apocalyptique ».

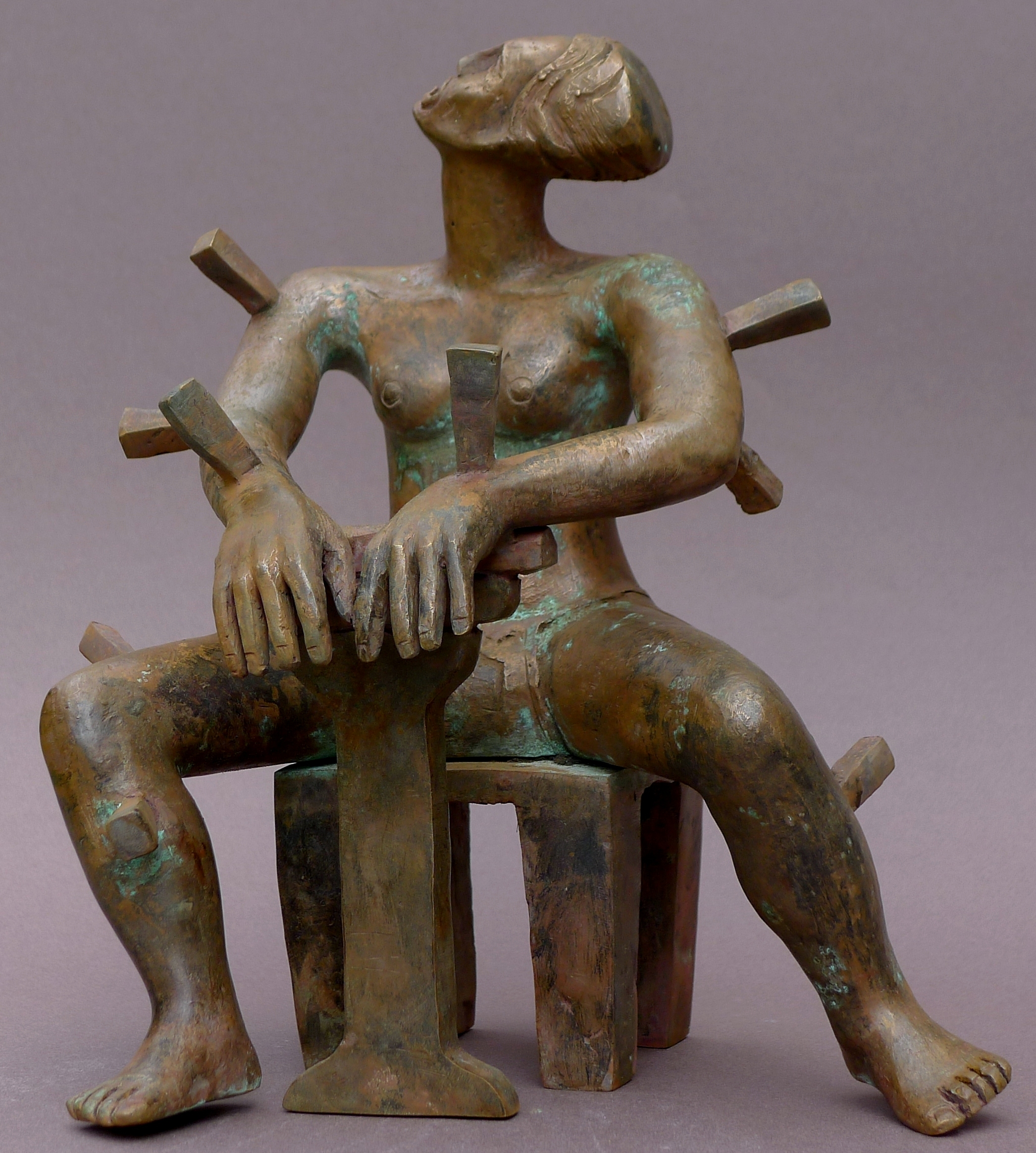
Bouc émissaire, 2012. Sculpture en bronze.

### Psychologie sociale
La persistance du phénomène de bouc émissaire, initialement rituel, dans nos sociétés actuelles, sécularisées et rationnelles, pourrait surprendre et les théories psycho-sociales ont suggéré diverses explications relatives à cette permanence.

#### Frustration
C'est John Dollard et ses collaborateurs qui en 1939, ont élaboré une des premières théories concernant le phénomène du bouc émissaire dans le domaine de la psychologie sociale : la théorie de la frustration-agression.
Pour conceptualiser cette théorie, Dollard s'est inspiré d'un concept développé par Sigmund Freud dans son livre Deuil et mélancolie. En effet, celle-ci suggère que le blocage d’une atteinte au plaisir ou à l’expression d’une pulsion cause, chez la personne, de la frustration. Dans cette optique, cette frustration mène soit à un sentiment de culpabilité soit à de l’agression.
Au travers de ses expériences, Dollard va utiliser cette théorie pour l'appliquer à des dynamiques présentes en psychologie sociale. Il reprend la prémisse suivante : « l'agression est toujours une conséquence de la frustration »,. La théorie implique deux prédictions :
1. « l’agression qui ne peut être dirigée directement sur l’agent frustrant sera déplacée vers une autre cible »
2. « l’expression d’agression est cathartique, elle diminue la probabilité de futures agressions »[12].

L'agression est tournée de manière privilégiée vers la source de la frustration, mais si celle-ci est absente ou non accessible (hiérarchie), l'agression est déplacée vers un bouc émissaire, la cible la plus facile (groupes minoritaires). Il dira également que l’agression peut être « ouverte » ou non (fantasmes, rêves), cela dépend des inhibitions du sujet et du contexte. Miller et Berkowitz vont, un peu plus tard, mettre en avant ce concept à partir de la théorie de Dollard en postulant que le sujet déplace l’agression sur une cible similaire à l’agent frustrant. Plus elle lui ressemble, et plus les agressions lui seront destinées. Ainsi, on entend par « hostilité déplacée », une hostilité dirigée vers une cible similaire à l’agent frustrant. Plus on s’éloigne de la similarité avec la cible originale, plus on rentre dans une hostilité généralisée. Selon les auteurs, une même cause se trouve à l’origine des deux processus : le degré d’inhibition du sujet frustré quant à l’agression par l’agent frustrant.
La théorie, développée par Dollard, a tenté d'englober les dimensions interpersonnelles et intergroupales, mais cette dernière est restée très minime sur le plan expérimental. Cela veut dire que le phénomène a été étudié le plus souvent dans un contexte interpersonnel plutôt que dans un contexte où deux groupes sont concernés - bien que Dollard avait initialement pour ambition de pouvoir appliquer sa théorie également aux groupes.
Carl Hovland et Robert Sears, des collaborateurs de John Dollard, ont notamment démontré un lien entre le lynchage des Noirs américains et la courbe du prix du coton. La frustration liée à l'économie du coton provoquait une plus grande agressivité envers la minorité inoffensive que représentaient les personnes noires. Ces résultats venant ainsi faire preuve en faveur de la théorie de la frustration-agression. 
Cependant la théorie du bouc-émissaire telle que formulée par Dollard fut beaucoup critiquée et a été reformulée plus tard. Nombreux sont les auteurs qui l'ont remise en question. Bandura et Walters en font partie. Ils ont émis des doutes quant au lien direct entre la frustration et l’agression. Selon eux, la frustration ne mène pas forcément à l’agression et elle n’est pas non plus une condition nécessaire à l’agression.
Plusieurs travaux ont tenté de le prouver. Michael Billig les citent dans sa revue de littérature sur le sujet. En voici quelques-uns :
1. McCord, McCord et Howard[12] ont montré que le simple fait de se trouver dans un contexte agressif, à cause d’un film par exemple, augmente l’agressivité des sujets.
2. Un autre auteur, Buss[12] explique que l’agression est utilisée comme un outil et n'est utilisée que sous certaines conditions et vers certains buts. Tout cela est appris au travers des processus de socialisation.
3. Billig écrit que la théorie du bouc émissaire reformulée par Berkowitz semble insinuer que la vision de la théorie doit être plus large pour contenir l’exogroupe et ses particularités. Elle devrait expliquer « pourquoi un groupe en particulier, par rapport à un autre, est choisi comme objet d’hostilité déplacée et dans quelles circonstances le phénomène de bouc émissaire prendra ou ne prendra pas place »[12].

#### Projection d'états subjectifs, et mécanismes de défense contre des conflits internes
Projection
La projection constitue un mécanisme inconscient d'attribution erronée de ses propres états (sentiments, intentions) à autrui et la personne effectuant la projection est dans le déni quant au fait que les états en question lui appartiennent. Dans le phénomène du bouc émissaire, la découverte d'aspects inacceptables par l'individu (ou le groupe) entraîne la projection de ces aspects sur d'autres personnes, qui sont ensuite punies pour la possession de ces traits négativement perçus. En effet, en transférant ce « mal » sur le bouc émissaire, ce processus permettrait notamment de diminuer la dissonance cognitive consécutive à la découverte d'aspects contradictoires avec l'image de soi qu'entretient l'individu ou le groupe.
La culpabilité est un exemple d'état subjectif projeté sur un bouc émissaire. En effet, le déplacement de la culpabilité est la forme classique du phénomène de bouc émissaire. Par ce mécanisme de projection, le bouc émissaire porte, pour d'autres, la responsabilité de fautes, de pensées ou de pulsions ressenties comme mauvaises. Ce mécanisme permet au groupe ou à l'individu l'utilisant de maintenir un sentiment de moralité intact.

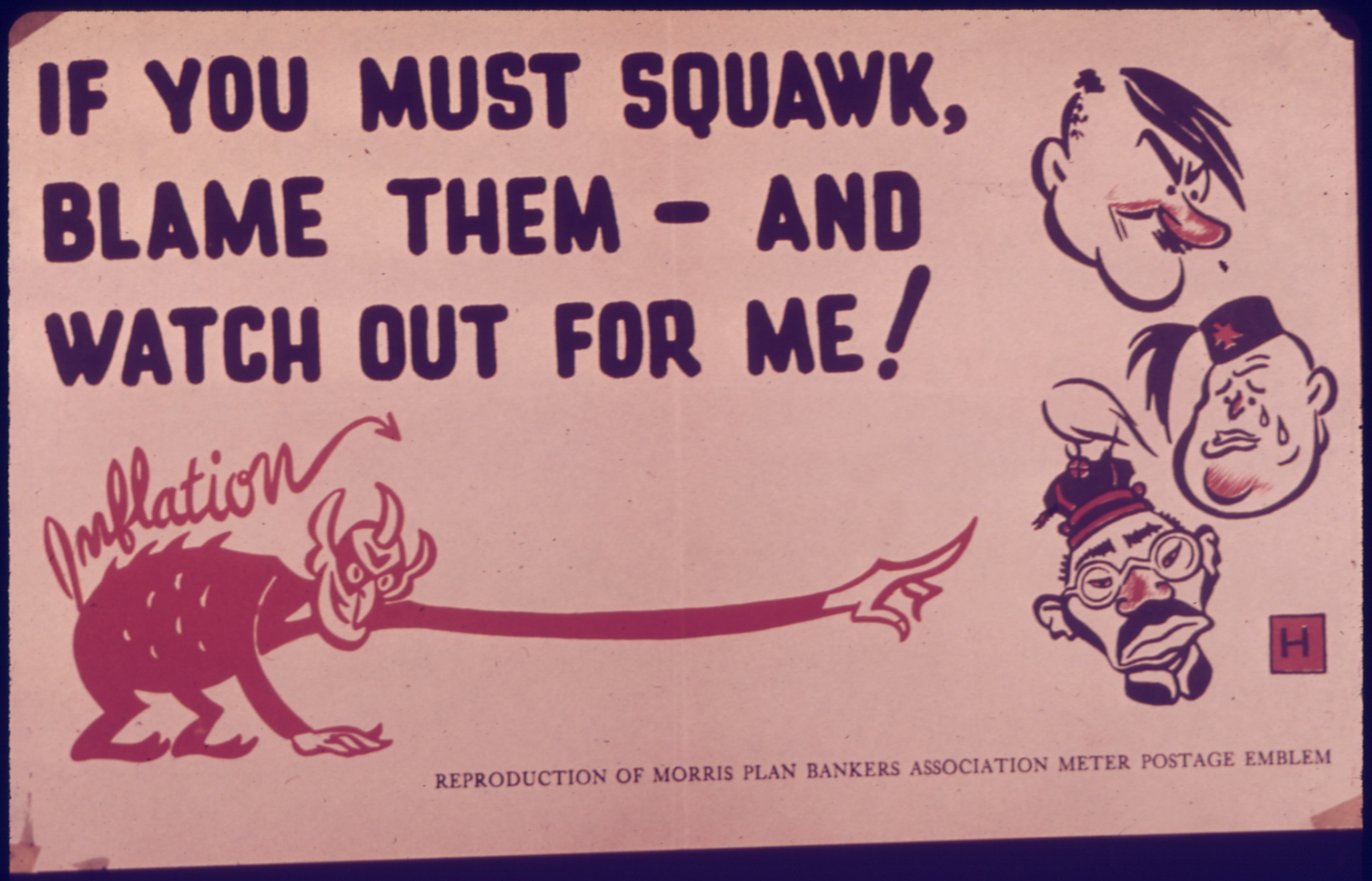
Si vous avez besoin de hurler, rejetez la faute sur eux, mais faites attention à moi ! 1941 - 1945.

Sentiment de perte de contrôle
Selon Rothschild, les individus ont besoin de maintenir un certain contrôle perçu sur leur environnement. Lorsque ce sentiment de contrôle est attaqué par un événement imprévu et qui semble avoir une origine inconnue ou extrêmement complexe (comme une épidémie ou une récession par exemple), les individus doivent trouver des stratégies de défense contre cette attaque.
Afin de comprendre et de simplifier la réalité, un bouc émissaire peut être désigné comme étant le responsable. Les génocides, qui surviennent pendant des périodes de crises, peuvent en partie être expliqués par ce besoin de désigner un coupable pour simplifier un réel trop complexe. Toujours afin de répondre à ce besoin de conserver un sentiment de contrôle, les individus sont naturellement attirés par des idéologies attribuant la responsabilité d'éléments perçus comme négatifs aux actions d'un groupe. Cette stratégie a l'avantage de proposer une solution facile aux problèmes : éliminer le bouc émissaire. Cette simplification, qu'Allport appelle le « tabloid thinking », permet donc « de maintenir une perception du monde comme étant stable, ordonnée et prévisible, plutôt que chaotique et dangereuse ».
Modèle à double dimension de Rothschild
Un groupe choisit collectivement une cible pour porter la responsabilité d'un événement négatif, afin de répondre à une motivation individuelle. Dans son modèle à double dimension, Rothschild avance deux origines motivationnelles au phénomène de bouc émissaire : le besoin de conserver un sentiment de moralité, et le besoin de conserver un sentiment de contrôle.
- Conservation du sentiment de moralité : un groupe peut déplacer la culpabilité sur un individu ou un autre groupe, lui attribuant la responsabilité d'un élément négatif, en conservant ainsi un sentiment de moralité.
- Conservation du sentiment de contrôle : lors d'un événement négatif dont la cause est inconnue ou peu claire, un groupe peut choisir un bouc émissaire pour porter la responsabilité de cet événement, et ainsi augmenter le sentiment de contrôle sur les événements.

Défense contre la peur
La peur d'un danger peut être gérée par l'attaque préventive de la source de la menace. Mais parfois la menace est mal appréhendée et la source de celle-ci mal identifiée. Ce qui détourne l'attaque préventive contre un ou des individus innocents devenant alors des boucs émissaires. Ce fut le cas lors de la Seconde Guerre mondiale lorsque les Japonais-Américains furent enfermés dans des camps de relocalisation après l'attaque de Pearl Harbor. En effet, la peur des espions et terroristes a poussé à la suspicion de tout le groupe minoritaire nippo-américain.
Défense contre l'anxiété
L'anxiété est, quant à elle, une émotion plus diffuse mais également liée à l'insécurité. Afin d'atténuer cette émotion, un groupe minoritaire peut être désigné comme étant un groupe dangereux, déloyal ou menaçant. Cette désignation permet d'expliquer et justifier une anxiété ressentie autrement inexplicable.

#### Préjugé

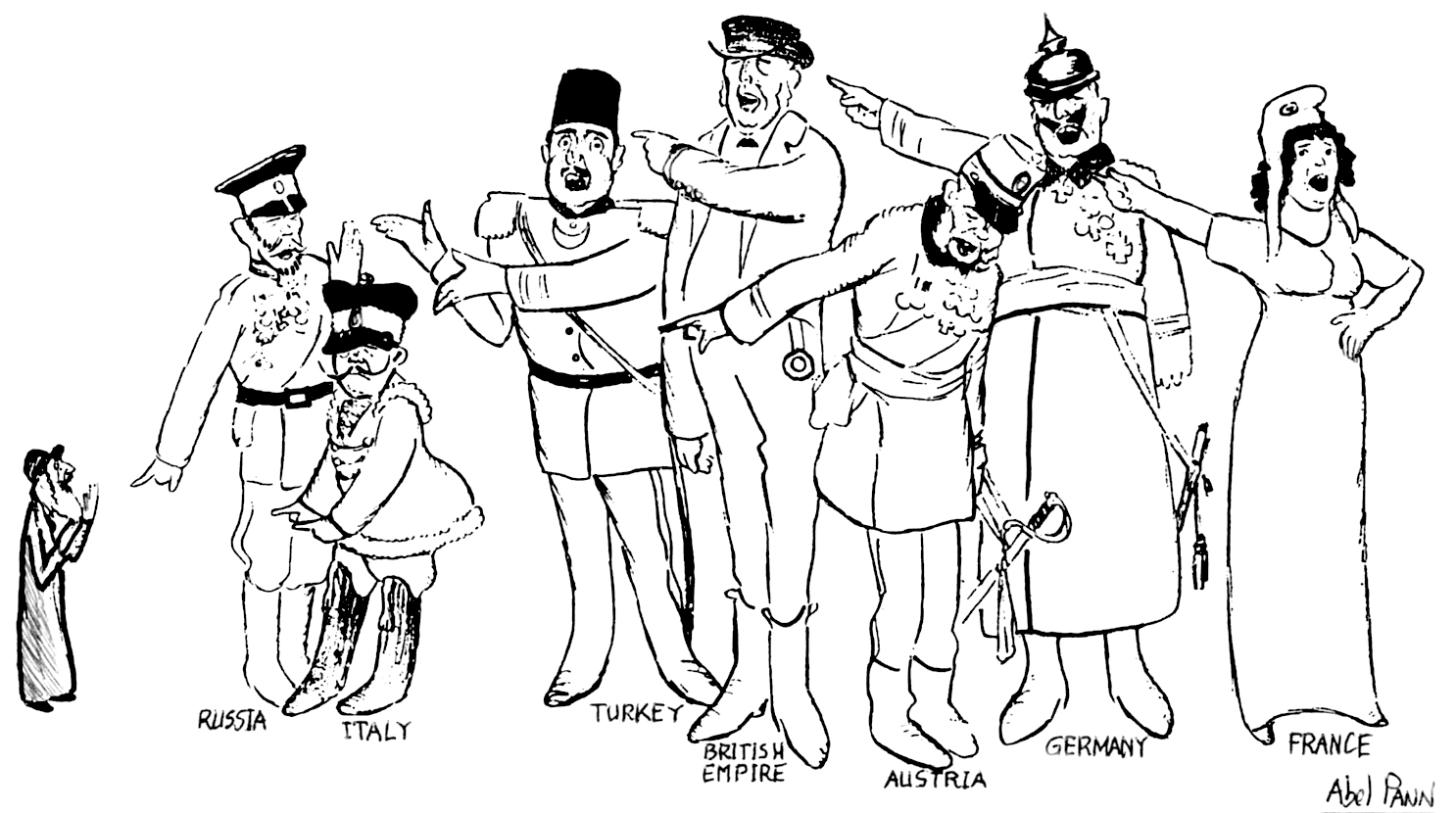
Le Bouc émissaire de l'Europe : le Juif et l'antisémitisme, caricature d'Abel Pann (1915)

En 1948, Bodhan Zawadzki reprend la théorie du bouc émissaire proposée par Dollard et ses collaborateurs (1939) et fournit quelques éléments supplémentaires. En effet, si la personne ne décharge pas cette frustration et l'accumule, cela peut laisser une marque invisible qui la rendra beaucoup plus rapidement agressive à la prochaine frustration. Il donne l'exemple des gens qui à force, ont un caractère hostile, amer et rendent le monde responsable de leur déception, leur échec et leur misère. Quand cette hostilité est portée par un groupe, elle peut trouver dans les minorités une cible parfaite. En effet, un certain accord serait trouvé pour désigner un groupe minoritaire sans défense. L'auteur met cela en rapport avec une peur primitive des humains face à ce qui leur semble étranger.
Cependant, l'hostilité déplacée doit être justifiée parce que manifester de la haine sans raison porte atteinte à l'image du groupe ainsi qu'à ses valeurs morales et « intellectuelles »/« rationnelles ». Quand ces justifications sont trouvées au moyen d'un processus psychologique de rationalisation, le groupe majoritaire peut mettre en place des comportements préjudiciables envers le groupe minoritaire.
Toutefois, Zawadzki perçoit quelques limitations à la théorie. En voici les principales :
- Il considère cette théorie comme une théorie des pulsions où le préjugé est un phénomène causé par un processus émotionnel interne plus qu'une réponse à un stimulus.
- La théorie n'explique que le besoin, pas la cause.
- La théorie ne tient pas compte du point de vue de la minorité. Elle explique le processus du point de vue du groupe majoritaire. Selon lui, les deux groupes impliqués dans le processus de bouc émissaire doivent être pris en considération pour obtenir une bonne explication du phénomène.

En 1980, Elliot Aronson a proposé une théorie du déplacement de l'agression. Celle-ci postule que dans les situations difficiles où les individus ne peuvent exprimer directement leur frustration à l'égard de la véritable cause d'un problème, cette frustration sera déplacée sur certains groupes visibles, peu puissants et peu appréciés. Les préjugés entretenus à l'égard de ce groupe avant l'occurrence de la frustration guideront la sélection des victimes.

#### Évasion de responsabilité et besoin d'auto-préservation
Dans le phénomène de bouc émissaire, ce dernier peut être choisi de façon consciente par les persécuteurs qui tentent de dévier la responsabilité des actes qu'ils ont commis sur une cible,. La motivation principale du processus réside dans ce cas en un besoin d'auto-préservation. Par exemple, si une organisation fait face à une crise importante (e.g., problèmes financiers), les plus haut placés dans l'organisation sont mis sous pression pour en assumer la responsabilité et perçoivent de ce fait une menace à leur propre survie (ou à celle de leur poste, voire à l'image de l'organisation). Des réactions émotionnelles, telles que la peur ou la colère, associées à la perception de menace mènent à rechercher un bouc émissaire sur lequel la menace sera reportée. Les figures publiques se rendent compte en effet que celui qui sera pris pour responsable de la crise (i.e., le bouc émissaire) devra en subir les conséquences (perte d'emploi, disgrâce), sauf s'il parvient à dévier la culpabilité sur d'autres personnes à sa place. La peur (d'être puni, de perdre quelque chose d'important, de paraître ignorant ou incompétent, etc.) constitue donc, outre le besoin d'auto-préservation, un facteur important dans l'occurrence du phénomène.
De même, Kraupl-Taylor a étudié le phénomène de bouc émissaire dans des groupes thérapeutiques et considère qu'il en existe de deux types :
- Le bouc émissaire « purificateur »[Notes 2] correspond à la conception traditionnelle d'une victime sur laquelle le mal est transféré pour purifier un individu ou un groupe.
- Le bouc émissaire « malfaiteur »[Notes 3] est un individu qui est puni pour de mauvais comportements. Dans ce cas, le mal est un comportement intentionnel et non un élément transférable à d'autres. Selon l'auteur, la punition du bouc émissaire est la motivation principale et répond à une tentative de la part des agresseurs d'échapper aux conséquences de leurs propres actions, ainsi qu'à une manière préventive d'empêcher la répétition future de ce comportement - que ce soit par les véritables coupables ou par d'autres membres du groupe. Par ailleurs, en sanctionnant ces personnes perçues comme totalement différentes d'eux-mêmes, les agresseurs peuvent se sentir moralement supérieurs. Dans tous les cas, le processus a pour but d'assurer la survie de la majorité.

#### Aspects fonctionnels pour le groupe
Lorsqu'un groupe fait face à une situation de crise apparemment insoluble par les moyens habituels, le recours à un bouc émissaire pour remettre sur lui la responsabilité des problèmes rencontrés constitue une manière d'assurer la survie du groupe et son fonctionnement. En s'engageant dans la persécution commune d'un bouc émissaire, la majorité des membres du groupe augmentent leur unité et les liens créés en cette occasion peuvent ensuite former la base d'autres activités groupales. Cette motivation est désignée sous le terme de « résistance collaborative ». Par ailleurs, la persécution d'un membre du groupe peut également être délibérée afin de permettre au groupe d'observer les réactions du leader face à cette agression et de déterminer, par ce biais, s'il est digne de confiance.
En ce sens, le phénomène du bouc émissaire est fonctionnel pour le groupe et peut être positif si ce dernier, tout en maintenant son existence, analyse les raisons qui l'ont amené à recourir au bouc émissaire afin d'appréhender différemment les prochaines crises. Toutefois, si cette analyse n'est pas réalisée, utiliser un bouc émissaire en temps de crise peut devenir une méthode routinière pour le groupe, qui ne tente plus de mettre au jour les véritables causes des problèmes mais se concentre uniquement sur la recherche d'une cible adéquate à déclarer coupable de leur occurrence.
Dans les familles, le recours à un bouc émissaire peut également constituer un moyen de conserver l'unité familiale lorsque les tensions sont très fortes et/ou les méthodes utilisées pour gérer cette tension ne sont pas très efficaces. Les membres de la famille tentent alors de soulager la tension existante en rejetant la faute sur l'un d'entre eux, généralement un enfant, qui est alors présenté comme « émotionnellement perturbé » et assume le rôle de patient. La focalisation sur le « patient » permet à la famille de maintenir son unité. Le processus peut se révéler fonctionnel puisqu'il permet une stabilité familiale, mais s'il se maintient à long terme, il n'est pas sans conséquences pour l'enfant qui assume le rôle de bouc émissaire.

#### Protection de l'estime de soi et conformisme
Protection de l'estime de soi
Lorsque l'image de soi d'un individu est menacée et que les autres techniques de protection ont échoué, Tom Douglas discute de la possibilité que les individus recourent au bouc émissaire pour protéger leur image de soi en reportant l'attention sur autrui. En effet, selon le psychologue Fritz Heider, le processus qui mène à prendre une personne pour bouc émissaire impliquerait « de rejeter sur d'autres la faute de changements qui, s'ils étaient attribués à la personne, réduiraient l'estime de soi » (Heider, 1958 ; cité par Douglas, 1995).
Conformisme
L'adhésion des individus d'un groupe au processus de sélection et d'attaque d'un bouc émissaire peut se faire par nécessité de se conformer au groupe, entre autres pour éviter d'être soi-même choisi comme bouc émissaire.

#### Idéologie sociale
Peter Glick a proposé un modèle idéologique du bouc émissaire, en porte-à-faux avec les théories classiques dans lesquelles le phénomène est considéré essentiellement comme le résultat de processus psychodynamiques (e.g., projection inconsciente d'une frustration). Ce nouveau modèle se concentre sur l'explication de situations de persécution groupales, telles que l'Holocauste et identifie quatre conditions pour l'occurrence du phénomène:
- Lorsque des conditions de vie difficiles sont présentes dans une société (e.g., très haut taux de chômage), elles génèrent une frustration commune chez un grand nombre d'individus qui tentent de trouver des explications plausibles à ce qui leur arrive. Certaines explications seront culturellement et personnellement préférées (e.g., une idéologie qui rend responsables d'autres que sur soi ou que son groupe d'appartenance) et orienteront la recherche causale ; de même que les stéréotypes préalablement entretenus dans la société en question à l'égard des groupes sociaux qui la composent.
- Certains groupes peuvent alors être perçus comme la cause plausible de ce qui a lieu (e.g., le gouvernement déclaré coupable de la mise en place des politiques inefficaces, ou les immigrés incriminés pour le manque de ressources).
- Une idéologie sociale existante ou nouvelle recevra du soutien si elle semble offrir une explication et des solutions à la situation. Si un grand nombre d'individus collectivement frustrés adhérent à cette idéologie (e.g., nazisme) et que cette dernière identifie par ailleurs un groupe social donné (e.g., les juifs) comme responsable de ce qui arrive, il sera alors susceptible d'être la cible de beaucoup d'hostilité et de devenir le bouc émissaire.
- Enfin, pour que ce groupe identifié soit l'objet d'une persécution systématique, l'idéologie en question doit également promouvoir l'agression envers ce groupe comme étant la seule solution permettant de résoudre les problèmes rencontrés.

Selon l'auteur, ce modèle permet de comprendre l'Holocauste ainsi que d'autres situations, telles que le génocide arménien, le génocide des Tutsi au Rwanda, les violences anti-chinoises en Indonésie ou encore les agressions commises par les Serbes en Bosnie et au Kosovo. Le modèle permettrait également de prédire quels groupes sont susceptibles d'être pris pour boucs émissaires dans les pays ou les sociétés en proie aujourd'hui à certains problèmes sociaux et économiques.

### Sociopsychanalyse et psychiatrie

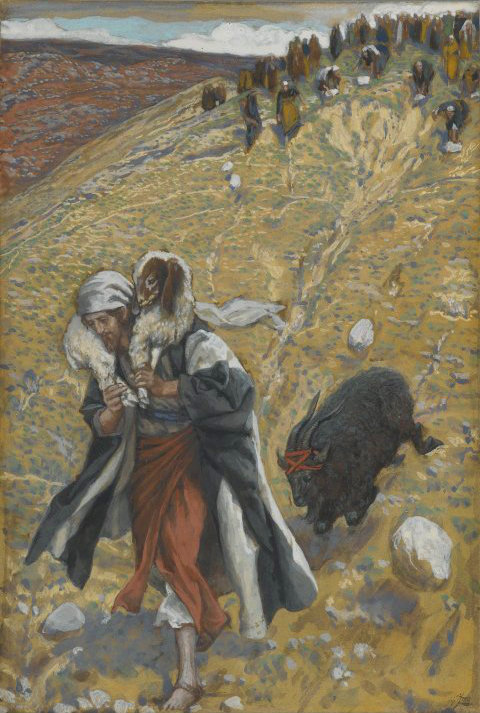
Brooklyn Museum - Agnus-Dei The Scapegoat (Agnus-Dei. Le bouc émissaire.) - James Tissot

Au carrefour de la sociologie des organisations et de la psychiatrie, le Dr Yves Prigent dans son livre La Cruauté ordinaire analyse le comportement de petits groupes menés par un pervers envieux. Ces phénomènes sont attestés par Gustave Le Bon dès la fin du XIXe siècle dans Psychologie des foules et par Sigmund Freud qui décrit la violence d'un groupe piloté par un pervers envieux, faisant ainsi référence au phénomène de bouc-émissaire[réf. nécessaire].
Selon Prigent, l'attaque se porte sur celui qui dispose d'une vie intérieure profonde ou de compétences particulières. Cette spécificité de personnalité fait de ce type d'individus une cible préférentielle.
Le pervers agit sans intentionnalité claire, car il ne peut clairement exprimer et concevoir son manque. Cette impossibilité est due au fait que de s'avouer à lui-même ce qu'il ressent risquerait de lui faire perdre la face à ses propres yeux. Il donne alors du sens à ce sentiment diffus de manque en transformant, grâce à un travail psychique, ce souci « impensable » en un souci « pensable ». Ceci le met dans une situation ambiguë face à la personne attaquée. Il émet donc un double message :
- Il se demande comment on ferait sans l'objet de sa haine.
- Mais en même temps, il propage un message de persécution.

Faute d'espace psychique intérieur suffisant, le pervers envieux dirige son action contre l'espace intérieur de l'autre, par exemple en le diffamant si celui-ci est un être éthique, ou en tâchant de le désoler (« de rendre désert »). Pour cela, il utilise généralement le cynisme en s'affranchissant de certaines règles de sociabilité ou de civilité qui ne sauraient être appliquées qu'aux autres, qu'il considère comme son public. Le pervers laisse entendre de façon répétée que les mesures qu'il prend pour brimer sa victime sont souhaitables selon les dires des autres. Finalement, il essaye de détruire ce qui rend l'autre spécifique, ce pourquoi il est apprécié.
Le pervers envieux hait la singularité parce que lui-même en est dépourvu; de ce fait, elle lui fait ombrage. Il projette sur autrui les difficultés qu'il pourrait avoir lui-même parce qu'il est démuni des outils pour les résoudre. L'objectif consiste à annihiler l'identité sociale ou la reconnaissance sociale dont serait susceptible de bénéficier le sujet de sa haine.
Le groupe, en le suivant, émet une reconnaissance de la parole du pervers, lui accorde un brevet de séduction, afin de procéder à l'éviction du « trop vertueux » ou du « trop compétent ». La perversité est contagieuse.
Si le sujet de haine cède à l'injonction du pervers, par exemple s'il se défend contre chaque diffamation (qui précède immanquablement le jeu pervers), il recevra un traumatisme second. Plus l'objet de la haine perverse se défend, plus le groupe se dit qu'il n'y a pas de fumée sans feu, le traite de paranoïaque; si celui-ci ne se défend pas, le groupe considère que le pervers a raison. Le jeu pervers a pour but de dépouiller le sujet de sa dignité.
Le pervers s'attaque aux forces de liaisons, spécifiquement au lien entre la pulsion de vie et la pulsion de mort.
- Le déni de l'autre est la base du jeu du pervers envieux : « Tu n'existes pas séparément à moi ».
- L'exclusion conforte le pervers dans son pouvoir de séduction : « Tu n'as aucun rapport avec les autres ni avec toi-même ».

L'emprise et la manipulation se font alors sentir tant sur le bouc émissaire que sur le groupe qui demeure inconscient des évènements.
Nombre de courants de psychothérapie, en particulier la gestalt-thérapie, incorpore le paradigme du bouc émissaire à leurs outils d'analyse. Ainsi, Françoise-Marie Noguès analyse les temporalités psychiques qui précédent la phase d'exclusion. La victime se vit d'abord dans un processus de discrimination, puis dans celui, plus marquant, plus difficile de la stigmatisation. La phase, plus classique, d'exclusion "arrive alors qu’à l’issue de la précédente, certains problèmes n’ont pu être surmontés". C'est là que le thérapeute peut voir, au cœur de l'histoire de vie, pointer la figure mythique du bouc émissaire, et tenter avec le patient de le dompter.

### Différence
Un des facteurs cruciaux qui guide le choix du bouc émissaire est la présence d'une différence perçue par rapport aux agresseurs. Il s'agirait le plus souvent de différences de degré et non de nature: le bouc émissaire étant perçu comme possédant quelque chose de plus ou de moins que le reste du groupe. En particulier dans les petits groupes ou les familles dans lesquels les membres sont très visibles les uns pour les autres, la différence devient d'autant plus saillante et pourra servir de base à la sélection.
Selon Douglas, les victimes peuvent être sélectionnées sur base de différences ethniques ou culturelles visibles ; en particulier lorsqu'elles font face à des individus dotés d'une forte personnalité autoritaire. Et les préjugés peuvent également renforcer les différences visibles: lorsque la différence ethnique de certains membres dans le groupe se double d'attentes particulières à leur égard, ces personnes peuvent devenir une cible facile au sein du groupe.
Toutefois, même dans des groupes dont les membres partagent la même origine ethnique et le même sexe, le phénomène de bouc émissaire peut avoir lieu car toute différence perçue, même définie sur base d'un critère relativement trivial (e.g., couleur de cheveux différente), pourrait suffire à le faire apparaître.

### Antipathie
Certains auteurs ont émis l’hypothèse que la sélection d'un individu ou un groupe comme bouc émissaire serait provoquée par l'antipathie ressentie envers cet individu ou ce groupe. Les préjugés entretenus préalablement par les agresseurs ou toute différence perçue comme irritante (et/ou menaçante) sont suffisants pour provoquer cette aversion, indépendamment de ses causes premières. Toutefois, selon ces auteurs, un individu ou un groupe perçu comme antipathique deviendra bouc émissaire uniquement si la société traverse une crise importante qui produit de la frustration chez la majorité. Celle-ci sélectionnera alors le groupe (ou l'individu) le moins aimé pour déplacer sur lui sa frustration et faire retomber sur lui la faute de ce qui a lieu.

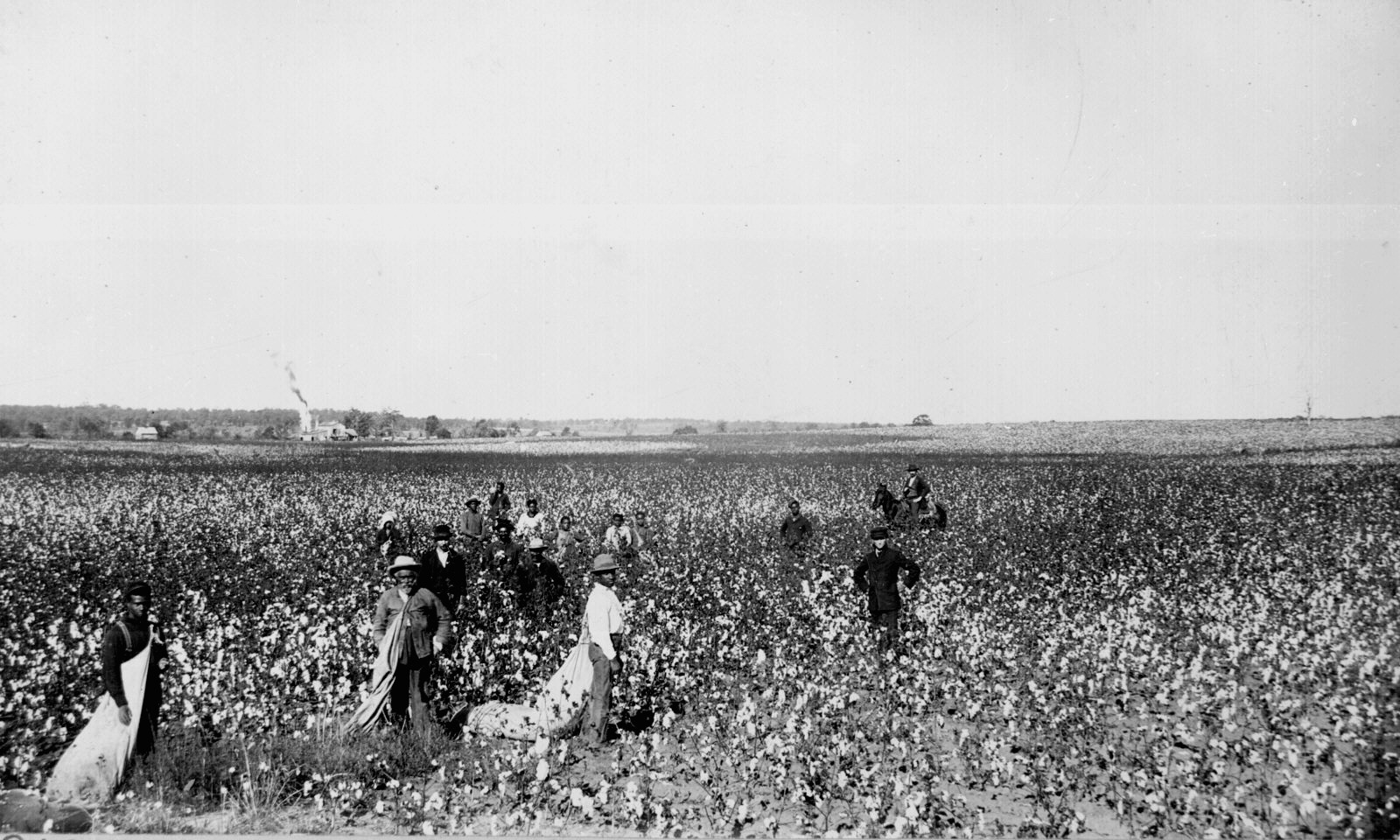
Champ de coton de l'Oklahoma, ca. 1897-98.

Par exemple, Carl Hovland et Robert Sears ont trouvé une corrélation négative entre les prix du coton (indicateur de prospérité) dans 14 états des États-Unis et le taux de lynchage des Noirs entre 1882 et 1930 : plus les conditions économiques étaient mauvaises (donc plus le prix du coton diminuait), et plus le nombre de victimes augmentait. Les résultats ont été interprétés comme le fait que la population, frustrée par les conditions économiques, reportait son agressivité sur un groupe-bouc émissaire, les Noirs, envers lequel étaient préalablement entretenues des attitudes négatives.

### Disponibilité et proximité
Le bouc émissaire est souvent une personne qui est connue de ses agresseurs et qui n'en est pas physiquement éloignée, ce qui signifie que tous partagent le même espace (au sein d'un groupe ou d'une société) pendant un temps relativement long. Cette connaissance préalable de la victime est nécessaire dans plusieurs cas de figure où les agresseurs poursuivent des motivations différentes :
- Lorsqu'il s'agit de soulager une frustration, l'agresseur doit être relativement certain que la personne choisie ne va pas se défendre et l'attaquer; une perspective qui risque d'augmenter encore sa frustration initiale. Cette certitude concernant le comportement le plus probable de la personne choisie nécessite de la connaître un minimum.
- Dans les cas où l'agresseur (e.g., un haut placé dans une organisation) cherche à échapper au blâme et dévie délibérément la responsabilité des faits sur un autre individu, il est également important que la victime désignée soit perçue par les autres membres du groupe comme une cause plausible de ce qui a eu lieu. Le choix d'une victime « plausible » nécessite donc également la possession de certaines informations à son propos.
- Si ce sont des comportements ou des attributs particuliers de la victime (perçue comme antipathique ou différente) qui entraînent sa sélection, l'agresseur ne peut avoir remarqué ces traits qu'en côtoyant le futur bouc émissaire de façon relativement proche.

Dans tous les cas, il serait donc nécessaire que les protagonistes soient physiquement proches et que l'agresseur ait une certaine connaissance de la victime.
Selon Douglas, il existe toutefois des exceptions à ce schéma. Parfois, un groupe ou un individu étranger à une communauté est pris pour cible dès son arrivée dans l'espace commun (e.g., pays, organisation, etc.). Ici, la connaissance des victimes est uniquement basée sur l'impression immédiate qu'en ont eu les agresseurs ou, éventuellement, sur la réputation qui précède ces personnes. Enfin, certains individus semblent constamment pris pour boucs émissaires dans des contextes différents (e.g., école, travail, etc.). À ce sujet, Douglas postule que ce sont leurs comportements ou leur apparence qui les rendent éligibles à ce rôle. Il est également possible que ces personnes, ayant été victimisées par le passé, aient développé des attentes en ce sens et en viennent à accepter le rôle de bouc émissaire comme une part inévitable de leur existence.

### Manque de pouvoir social et comportements déviants
Selon Douglas, dans les théories qui postulent en particulier un déplacement de l'agression, le bouc émissaire serait le plus souvent une personne perçue comme peu puissante socialement. En effet, ces théories proposent qu'en cas de frustration à l'égard d'une personne puissante, l'individu (ou le groupe) en colère, mais craignant les représailles, va déplacer cette frustration sur une personne perçue comme faible et peu susceptible de se défendre. Par exemple, un employé qui fait l'objet de remontrances de la part de son chef mais ne peut exprimer sa colère de peur de perdre son emploi pourra ensuite décharger cette tension sur un subalterne. Celui-ci se retrouvera à son tour dans une position similaire à celle qu'à connue précédemment son supérieur et cherchera une autre personne peu puissante sur laquelle décharger sa frustration, entraînant parfois une réaction en chaîne d'une personne à l'autre comme cela apparaît dans la figure ci-dessous. De même, dans les cas où le phénomène est plus collectif, certains membres d'un groupe peuvent ressentir de la colère vis-à-vis du leader pour un échec mais, craignant de s'en prendre directement à lui, déplacent leur frustration sur un individu faible du groupe à qui ils imputent ce qui a eu lieu.

Chaîne de déplacement de l'agression dans le phénomène du bouc émissaire (figure traduite et adaptée de Douglas, 1995)

Le manque de pouvoir social peut s'exprimer de différentes façons qui constituent autant de critères sur la base desquels sera choisi le bouc émissaire :
- paraît peu susceptible de résister à ce rôle de bouc émissaire ou de contre-attaquer[19],
- dépend de l'agresseur[19] (e.g., comme dans l'exemple du subalterne ci-dessus),
- ne semble avoir que peu d'influence sur ses pairs[D 24],
- se montre peu compétent dans les activités groupales[D 24].

Par ailleurs, le bouc émissaire est souvent sélectionné parmi les membres qui se trouvent à la périphérie du groupe et ont un statut marginal (donc peu de pouvoir social): ils sont isolés, n'ont pas de compétences particulières et leur opinion n'est pas prise en compte par les autres. Selon Douglas (1995), ces membres marginaux sont « tolérés parce que le groupe sait que s'ils étaient rejetés d'autres membres du groupe devraient prendre le rôle du bouc émissaire quand le besoin s'en fera sentir » (p. 139). Il existerait cependant un recouvrement entre les critères indicatifs du manque de statut social et ceux qui engendrent de l'antipathie ; les deux critères étant difficile à distinguer l'un de l'autre. Il n'est pas clair à ce stade si ce sont les caractéristiques individuelles de la victime qui la rendent antipathique et mènent à sa sélection, ou si ces caractéristiques elles-mêmes sont le signe d'un manque de pouvoir social et rendent de fait sa sélection plus probable.
Toutefois, l'hypothèse selon laquelle les victimes sont toujours socialement faibles aurait été remise en question, notamment par Berkowitz et Green (1965). En effet, le bouc émissaire peut parfois être le leader du groupe, donc le membre le plus puissant en son sein. On lui attribue alors la responsabilité de ce qui arrive, surtout s'il est perçu comme la cause du problème, la personne qui était supposée empêcher son occurrence et/ou comme celle qui doit trouver une solution à cette crise. De plus, pour certains auteurs, le bouc émissaire est prioritairement un individu déviant de la norme sociale. Or, selon certains chercheurs (Dentley & Erikson, 1970), ce statut de déviant, qui permet au groupe de maintenir un équilibre, serait égal à celui des « leaders de haut statut ». Cela semble indiquer que le bouc émissaire, même s'il est déviant du groupe, n'est pas toujours forcément un individu à faible pouvoir social.
Par ailleurs, le fait de s'en prendre à un membre puissant du groupe a quelque chose de valorisant pour les agresseurs qui, tout en déchargeant leur frustration sur le bouc émissaire, renflouent leur estime de soi mise à mal par l'événement frustrant - ce que Berkowitz et Green (1965 ; cité par Douglas, 1995) désignent comme un processus visant au « rétablissement de statut ». De même, Glick propose que, dans les cas où la frustration est partagée par une grande partie de la population, le bouc émissaire est toujours un groupe considéré comme puissant, auquel on attribue à la fois des intentions malveillantes et le potentiel de causer les torts dont il est accusé. Ces représentations du bouc émissaire (comme puissant et malveillant) dériveraient essentiellement des stéréotypes et préjugés qui ont cours dans la société en question. Par exemple, les juifs auraient été choisis comme bouc émissaire par les nazis en particulier parce que les stéréotypes à leur égard dans la société allemande les présentaient comme un groupe à la fois économiquement puissant et malveillant.

### Caractéristiques personnelles
Dans certains groupes au sein desquels le phénomène a été analysé, les auteurs ont compilé certaines caractéristiques individuelles que possédaient les personnes choisies comme bouc émissaire. Douglas a réuni ces données rapportées dans des groupes d'adolescents et d'adultes aux États-Unis et il cite les caractéristiques individuelles suivantes chez les boucs émissaires :
- Provocants, très anxieux, possèdent des maniérismes irritants ou supérieurs, et semblent insinuer qu'ils en savent plus que les autres
- Mieux nantis et en font étalage
- Paraissent plus vertueux
- Ont des intérêts différents des autres membres du groupe
- N'acceptent pas les valeurs du groupe
- Sont les plus malades ou les plus faibles
- Incapables de gérer l'agression par autrui
- Ont un mode passif ou masochiste
- Incapables de gérer leurs propres sentiments de colère
- Ont tendance à être accablés par la culpabilité
- Ont besoin de rechercher le rejet, le ridicule et la punition
- Ont une identité sexuelle confuse
- Produisent un comportement de recherche d'attention
- Apparaissent comme ayant des pulsions agressives pauvrement organisées ou insuffisantes
- Exhibent une différence perceptible et évidente
- Expriment une ambivalence marquée envers les membres les plus aimés du groupe[21].

Toutefois, il est nécessaire de rester prudent face à ces données qui sont peu nombreuses et très contextualisées (dans des groupes thérapeutiques ou certains groupes de jeunes aux États-Unis). Autrement dit, aucun compte-rendu systématique ne montre que les personnes possédant les caractéristiques personnelles décrites sont sélectionnées comme victimes dans n'importe quelle circonstance. Au contraire, cela peut dépendre également des caractéristiques personnelles des agresseurs (e.g., s'ils ont une personnalité autoritaire) et de facteurs tenant aux situations qui agiront comme déclencheurs (e.g., une situation de crise). Enfin, les données réunies sont essentiellement des mises en corrélation, ce qui signifie qu'aucun lien de causalité ne peut être déterminé : est-ce que les personnes ont été choisies sur la base de caractéristiques individuelles préexistantes, ou ont-elles développé ces caractéristiques à la suite de leur victimisation ?

## Conséquences du processus du bouc émissaire

### Impacts psychologiques

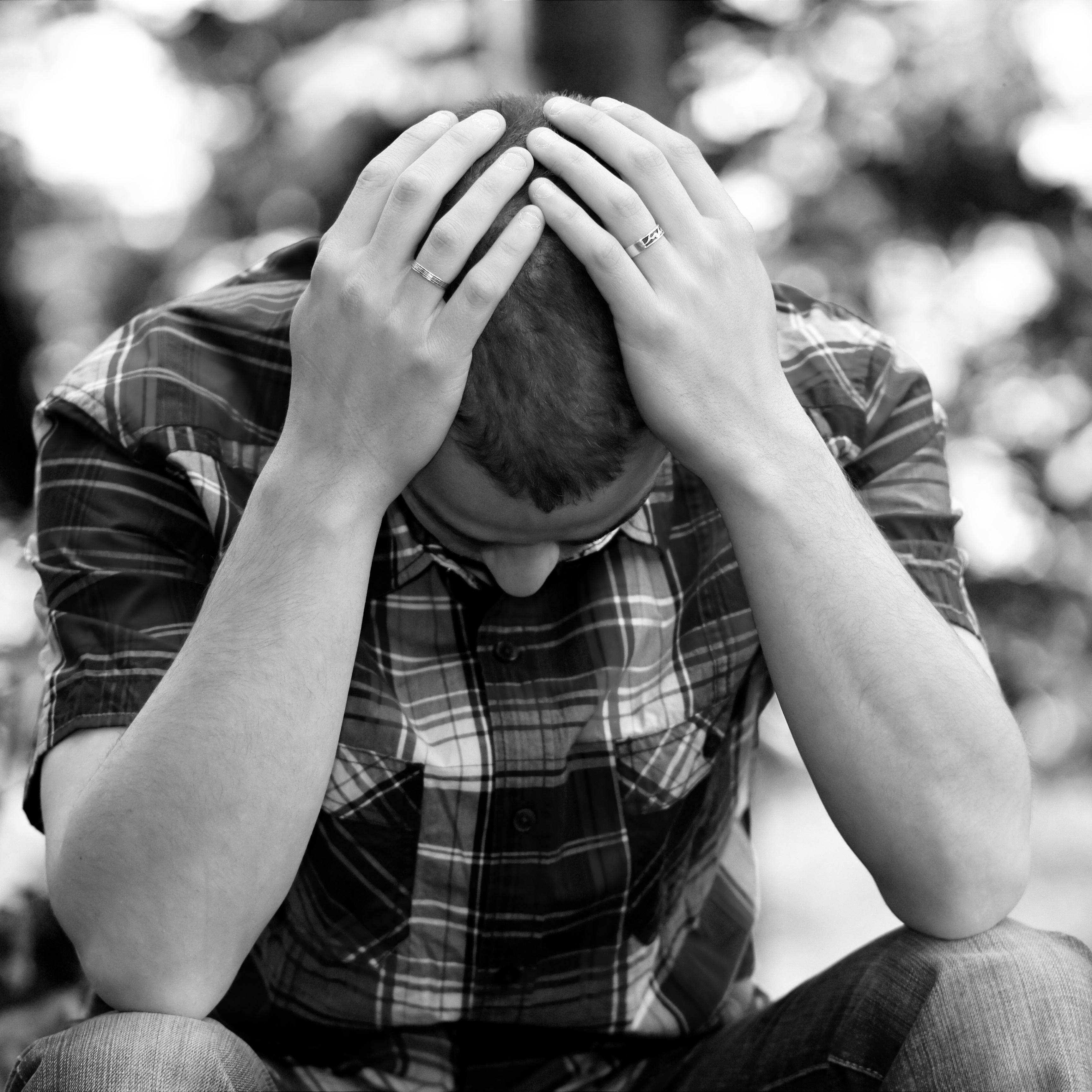
Les boucs émissaires sont la proie de tensions psychiques.

Dans les familles, le fait que le processus soit fonctionnel en permettant une certaine stabilité familiale, signifie que le phénomène peut se maintenir sur le long-terme au détriment du bouc émissaire (généralement, un enfant). En effet, Bell et Vogel mettent en évidence que les enfants choisis comme boucs émissaires sont la proie de tensions psychiques très fortes. Selon les auteurs, les « agresseurs » se rendent instinctivement compte que le fait de devenir bouc émissaire handicapera la victime et qu'il est donc nécessaire de choisir un individu dont la contribution à la famille est faible et/ou dont il sera possible pour un autre membre de la famille de prendre en charge ses tâches. Par ailleurs, le phénomène est à double tranchant et les « agresseurs » éprouvent généralement beaucoup de culpabilité, surtout en raison de leur attitude ambivalente à l'égard de la victime: ils ressentent du désespoir et de la colère envers son comportement tout en renforçant ce dernier par des encouragements implicites.
De même, lorsque le bouc émissaire est délibérément choisi pour dévier la responsabilité de certains membres d'un groupe ou pour conserver l'image de l'organisation, la victime fait face à des conséquences plus ou moins importantes (e.g., perte d'emploi, disgrâce). Dans certains cas, à la suite de persécutions répétées, certains boucs émissaires en viennent à considérer qu'il est inévitable pour eux d'assumer ce rôle, qu'il fait partie intégrante de leur existence. Ils s'attendent à être pris pour boucs émissaires où qu'ils aillent et s'exposent ainsi à des processus tels que la prophétie autoréalisatrice.

### Réactions possibles de la victime
Alors que, dans le rituel traditionnel, la victime était généralement tuée ou exilée après avoir été choisie comme bouc émissaire, ce n'est plus le cas aujourd'hui. Le phénomène a donc pris une nouvelle forme où les victimes, une fois socialement sacrifiées pour la faute que d'autres ont commise ou pour les échecs du groupe, peuvent revenir ensuite pour demander réparation. Pour se défendre, le bouc-émissaire peut faire appel à la loi (comme c'est le cas des procès après des génocides) ou par la politique, comme c'est le cas avec les Commissions de vérité et de réconciliation.
Par exemple, certaines personnes incarcérées pendant des années ont été ensuite trouvées innocentes des crimes dont elles étaient accusées. Selon Douglas, ces erreurs judiciaires peuvent être interprétées comme un phénomène de bouc émissaire moderne. En effet, les crimes commis dans ce genre de cas concernent généralement des actes violents, qui choquent l'opinion publique, laquelle met la pression sur les forces de l'ordre pour trouver les coupables. Puisqu'il est plus facile de trouver des suspects que des preuves irréfutables de leur culpabilité, une personne peut être choisie selon les mêmes critères utilisés pour sélectionner tout autre bouc émissaire (e.g., différence, antipathie, disponibilité, etc.). En ce sens, le phénomène actuel du bouc émissaire a la capacité de s'auto-perpétuer une fois entamé, car la victime qui revient demander justice pour les torts commis à son encontre peut ré-enclencher tout le processus. Dans l'exemple de l'erreur judiciaire, l'inspecteur de police chargé de l'affaire pourra être rétrogradé ou contraint de démissionner pour dévier le blâme et calmer les esprits, devenant ainsi le nouveau bouc émissaire.
Il est par ailleurs attendu du leader qu'il assume « la responsabilité symbolique en cas d'échec afin que la recherche de la personne ou de la chose qui est véritablement responsable ne détruise pas l'image publique de l'organisation ». Aussi, dans une organisation en crise où plusieurs personnes occupent des postes à haute responsabilité, celles-ci risquent de se voir déclarées coupables de la situation et sont conscientes de se trouver dans une position de vulnérabilité. De façon préventive, ces personnes peuvent commencer alors à s'accuser les unes les autres pour s'assurer que nul ne sera le seul à porter l'entièreté de la responsabilité, ce qui constitue un « contre-bouc émissaire ».
Enfin, dans certains cas, les deux parties peuvent conclure un marché (implicite ou explicite). La victime accepte alors le rôle de bouc émissaire et les pertes associées (e.g., en termes de prestige ou de perspectives de promotion) mais tout en gagnant quelque chose en échange (e.g., la liberté d'aller ailleurs ou de changer d'alliance).

### Réactions possibles des leaders
Les leaders d'un groupe, faisant donc partie de celui-ci, peuvent avoir, spontanément ou non, plusieurs réactions possibles face au phénomène. Garland et Kolodny ont compilé une liste des interventions pouvant être entreprises par les leaders pour enrayer le phénomène du bouc-émissaire:
- La composition du groupe est modifiée
- Des informations sur la situation sont données au groupe
- Le bouc-émissaire est protégé par le leader
- Une diversion est créée
- Tentative de réduction des interactions
- Une possibilité est donnée au groupe de décharger son hostilité
- Recherche des motivations derrière le phénomène de bouc-émissaire
- Tentative de faire le groupe se concentrer sur les aspects positif qu'a le bouc-émissaire pour le groupe
- Demander au groupe d'exercer un contrôle sur les comportements déplaisant du bouc-émissaire sans pour autant l'exclure.
- En utilisant des jeux de rôles pour que les membres du groupe prennent conscience de ce qu'il se passe
- Retirer le bouc-émissaire du groupe
- Utilisation de la Loi de Murphy a l'encontre du Bouc-émissaire et vice-versa.

## Interventions possibles
Dans le cas d'une intervention externe visant à résoudre une situation de bouc émissarisation, la première chose à faire est de s'assurer qu'on se trouve bien dans une situation de bouc-émissaire. C'est-à-dire que la victime est bien innocente, au moins en partie, de ce dont elle est tenue pour responsable.

### Trois niveaux d'intervention
La résolution du phénomène de bouc-émissaire peut être approchée autant au niveau individuel (en se concentrant sur la victime) qu'au niveau groupal (en se concentrant sur les « agresseurs », donc le groupe mettant en place le phénomène). L'idéal étant d'intervenir aux deux niveaux à la fois. On peut aussi intervenir au niveau du processus en lui-même.

#### Niveau groupal

##### Psycho-éducation et prise de conscience du phénomène
Le groupe doit comprendre dans quelle dynamique il se trouve, et doit reconnaître qu'un bouc-émissaire a été désigné (et qu'il est donc totalement, ou en partie, innocent). Un intervenant extérieur peut faciliter cette prise de conscience par le biais de la psycho-éducation.
Reconnaissance des causes du phénomène
Il faut comprendre pourquoi un bouc-émissaire a été choisi, pourquoi le groupe a préféré avoir recours à ce phénomène plutôt que d'affronter les réelles sources de la tension. Le groupe doit également comprendre pourquoi il a choisi telle victime plutôt qu'une autre et être familiarisé avec le concept de stéréotype qui joue un rôle dans cette sélection.
Il est très difficile pour le groupe de reconnaître qu'il est impliqué dans un processus de bouc-émissaire, car il est difficile de faire la distinction entre les causes rationnelles et irrationnelles qui mènent à la sélection d'un responsable des tensions vécues dans le groupe.
Les causes réelles ne sont pas toujours saisissables. Pour Feldman et Wodarski, il vaut donc mieux se concentrer sur l'ici et maintenant du groupe. On peut, par exemple, s'intéresser à la manière dont la victime et le groupe considèrent le problème et « ainsi, la nature dynamique de ces forces sociales impliquées dans le phénomène de bouc-émissaire deviendra apparente ».
Reconnaissance des émotions impliquées
Ken Heap propose de se concentrer sur les émotions en apportant au groupe un « support actif » et une « acceptation totale » de ses émotions et pulsions. Il faut donc pour cela faire ressortir les émotions présentes dans le groupe et éduquer le groupe sur le pouvoir qu'ont ces émotions. Il faut aussi faire prendre conscience aux membres du groupe que la relation entre un stimulus émotionnel et une réponse comportementale n'est pas figée pour toujours et qu'il est possible de la modifier.

#### Niveau individuel
Recherche d'informations sur la victime
Pour Feldman et Wodarski, il faut s'intéresser à l'ici et maintenant. La recherche d'information sur la victime, préalable à une intervention, consiste à s'intéresser à ses réactions face à sa sélection en tant que bouc-émissaire, à ce qui peut être pertinent dans son histoire (famille, écoles, emplois, etc), et à ses traits de personnalité et ses comportements pouvant constituer un terrain propice à être sélectionné comme bouc-émissaire. Il faut aussi s'intéresser au statut et au rôle que le bouc-émissaire a dans le groupe.
Écarter la victime
Écarter la victime permet au groupe de prendre du recul sur la situation et d'apprendre à gérer ses tensions et ses problèmes sans avoir recours au bouc-émissaire. Mais cette solution ne permet pas au groupe de comprendre pourquoi un bouc-émissaire était nécessaire au départ et le groupe risque de trouver un autre bouc-émissaire parmi ses membres ou parmi des individus proches de lui.
Reconnaissance par la victime
Faire prendre conscience à la victime de ses besoins, et en particulier son besoin d'être considérée comme mauvaise ou sans valeur.

#### Niveau procédural
- Attention portée à l'apparition du phénomène

L'intervention au niveau du processus peut se faire dès la constitution du groupe en prévenant celui-ci de l'existence de ce phénomène et de sa forte probabilité d'apparition. En effet, comme le souligne Garvin, « il faudrait essayer d'empêcher certains membres du groupe d'être bloqués dans de tels rôles dès les premières réunions, car il est difficile de retirer une étiquette de déviant une fois qu'elle a été attribuée ».
L'intervention peut également avoir lieu dès le début du phénomène en faisant immédiatement prendre conscience au groupe de ce qui est en train de se passer afin de ne pas laisser les rôles se figer de cette manière. On peut alors demander au groupe « Qu'est-ce que vous pensez que vous essayez de faire en agissant de cette manière ? ». Cependant, demander « Pourquoi faites-vous cela à X » n'a que peu d'intérêt.
- Les 5 principes de Cowger[D 48] :

1. Confronter le bouc-émissaire et le groupe avec leurs comportements
2. Éviter une situation de « gagnant-perdant » : si le bouc-émissaire quitte son rôle, le groupe implose, et si le groupe conserve son fonctionnement, le bouc-émissaire est blessé. Il faut donc rester souple dans son intervention pour conserver l'équilibre entre ces deux possibles.
3. L'intervenant doit faire attention à maintenir une relation avec chaque membre du groupe car ce phénomène concerne le groupe dans son ensemble, et pas uniquement ceux qui y semblent impliqués.
4. Le processus doit être expliqué et clarifié pour le groupe.
5. Des règles de base doivent être décidées et des normes développées au sein du groupe.

Mais comme l'évoque plusieurs auteurs, s'il est utile de se prémunir autant que possible de ce phénomène, il est essentiel d'en retenir la dimension inéluctable, liée à sa place « essentielle » en termes de dynamique de groupe. Comme le propose ainsi jacques Pain, « ce que j’avais vérifié dans cette histoire édifiante ici condensée, et bien d’autres, c’est que le bouc émissaire a en fait différents rôles institutionnels : pare-feu (miroir du « négatif », au sens Hégélien), fixe feu (mémoire et archive du négatif) ».

## Dans la fiction
- Dans la Saga Malaussène de Daniel Pennac, le personnage principal, Benjamin Malaussène, est un « Bouc émissaire-né », « profession » officieuse qu'il exerce d'abord dans un grand magasin puis aux Éditions du Talion pour La Reine Zabo.
- Dans La Bête Humaine de Émile Zola, le personnage de Roubaud finit par être accusé à tort d'avoir éliminé son épouse, Séverine Roubaud.